# Maximilian Ferdinand Wocke
Maximilian Ferdinand Wocke (Breslau, 27 november 1820 - 7 november 1906) was een Duits arts en entomoloog.
Wocke was een Duits arts en apotheker van Poolse afkomst. De rest van de tijd hield hij zich bezig met 
de entomologie en met name het gebied van de vlinders en motten (Lepidoptera). Hij was een Microlepidoptera specialist. Hij was bovendien voorzitter van de Verein für Schlesische Insektenkunde Tijdens zijn leven werkte 
hij samen met diverse andere entomologen, waaronder Dr. Otto Staudinger. 

## Enkele werken
- Met Otto Staudinger (1861) Catalogus der Lepidopteren Europa's und der angrenzenden Länder. Dresden (Staudinger & Burdach). XVI + 192 pp.
- Met Otto Staudinger (1871) Catalogus der Lepidopteren des Europaeischen Faunengebiets. Dresden (Burdach). XXXVII + 426 pp.
- Hij voltooide het werk Die Schmetterlinge Deutschlands und der Schweiz Braunschweig (1859-1877) van Hermann von Heinemann.

- Gemeinsame Normdatei: 118089323
- International Standard Name Identifier: 0000 0000 2218 9255
- Nederlandse Thesaurus van Auteursnamen: 165158247
- Istituto Centrale per il Catalogo Unico: RMSV038621
- Système universitaire de documentation: 09376684X
- Virtual International Authority File: 5719216
- WorldCat: E39PBJgXfMGyj4Q4gxPkPTpVmd